# 헨리 베네딕트 스튜어트
헨리 베네딕트 스튜어트(영어: Henry Benedict Stuart, 1725년 3월 11일 ~ 1807년 7월 13일)는 로마 가톨릭교회 추기경이자 제임스 2세의 손자로 영국 왕위의 진정한 주인임을 주장한 네 번째이자 마지막 재커바이트 상속자이다. 그러나 정작 본인은 아버지 제임스 프랜시스 에드워드 스튜어트와 형 찰스 에드워드 스튜어트와는 달리 영국 왕위를 되찾으려는 어떠한 시도도 하지 않았다. 1788년 1월 찰스가 사망하자, 교황청에서는 헨리를 영국의 합법적 통치자로 인정하지 않고 ‘요크의 추기경 공작(Cardinal Duke of York)’으로 명명하였다. 헨리는 가톨릭교회의 성직자로 서품받아 일생을 교황령에서 보냈으며, 추기경단 단장과 오스티아와 벨레트리의 주교급 추기경으로 서임되었다. 현재 그는 교회 역사상 가장 오랜 기간 추기경에 있던 사람 가운데 하나이다.

## 같이 보기
- 자코바이트 왕위 요구자